# Garabeta
La garabeta es un instrumento de pesca cuyas dimensiones y figura son muy arbitrarias según la idea y maña del pescador. 
Se reduce a un pedazo de palo de corto tamaño. Está armado por el uno o por los dos extremos de un anzuelo puesta la pala o asta horizontalmente con la longitud del mismo palo y queda el gancho revuelto o mirando hacia el centro. Otros, ponen perpendicular el palo y el anzuelo o anzuelos en forma de un garabato, de que sin duda se tomó el nombre de gambeta. El fin de este arte es para coger pulpos a cuyo efecto ponen en el mismo palo para que sirva de aliciente o cebo, un cangrejo, pedazo de sardina u otra carnada semejante de modo que al verla acuden a ella y se quedan enredados o clavados en el anzuelo o anzuelos, sin poderse desprender. Para eso, después de que el pescador siente que anda pulpo en la garabeta, que tiene calada al fondo por medio de una piedra o plomo atado a ella y de un cordel, tira de ésta para, si no lo está, clavarlo mejor y le sube hasta el barco, en que se halla.